# Penetagromyza aloephaga
Penetagromyza aloephaga är en tvåvingeart som beskrevs av Spencer 1990. Penetagromyza aloephaga ingår i släktet Penetagromyza och familjen minerarflugor. Inga underarter finns listade i Catalogue of Life.